# مایکل پنیا
مایکل آنتونی پنیا (به اسپانیایی: Michael Anthony Peña) (زاده ۱۳ ژانویه ۱۹۷۶) بازیگر سینما و تلویزیون آمریکایی است. از فیلم‌هایی که وی در آن‌ها بازی کرده می‌توان به تصادف، تک‌تیرانداز، جوخه گانگستر، پایان کشیک، مریخی، زیبایی موازی، خشم، وکیل لینکلن، مرد مورچه‌ای، مرد مورچه‌ای و زنبورک، جکسی، خوش شانس‌ها، سربازان بوفالو، دکتر خوب، چیپس، بچه کلسیم و دورا و شهر گمشده طلایی اشاره کرد.

## کودکی
مایکل متولد شهر شیکاگو، در ایالت ایلینوی است. وی پسر نیکولاسا، یک فعال اجتماعی و الئوتریو، کارگر کارخانه است. خانواده پنیا پیش‌تر کشاورز و ساکن مکزیک بودند که بعدها به آمریکا مهاجرت کردند.
مایکل و همسرش بری شفر، اولین فرزند خود را در ۲۰۰۸ به دنیا آوردند که نامش را رومن نهادند.

## پیوند
- مایکل پنیا[پیوند مرده] در بانک اطلاعات اینترنتی فیلم‌ها